# Марсель-Нотр-Дам-дю-Мон
Марсе́ль-Нотр-Дам-дю-Мон (фр. Marseille-Notre-Dame-du-Mont) — кантон во Франции, находится в регионе Прованс — Альпы — Лазурный Берег, департамент Буш-дю-Рон. Входит в состав округа Марсель.
Код INSEE кантона — 1314. В кантон Марсель-Нотр-Дам-дю-Мон входит часть коммуны Марсель.
Население кантона на 2008 год составляло 33 561 человек.

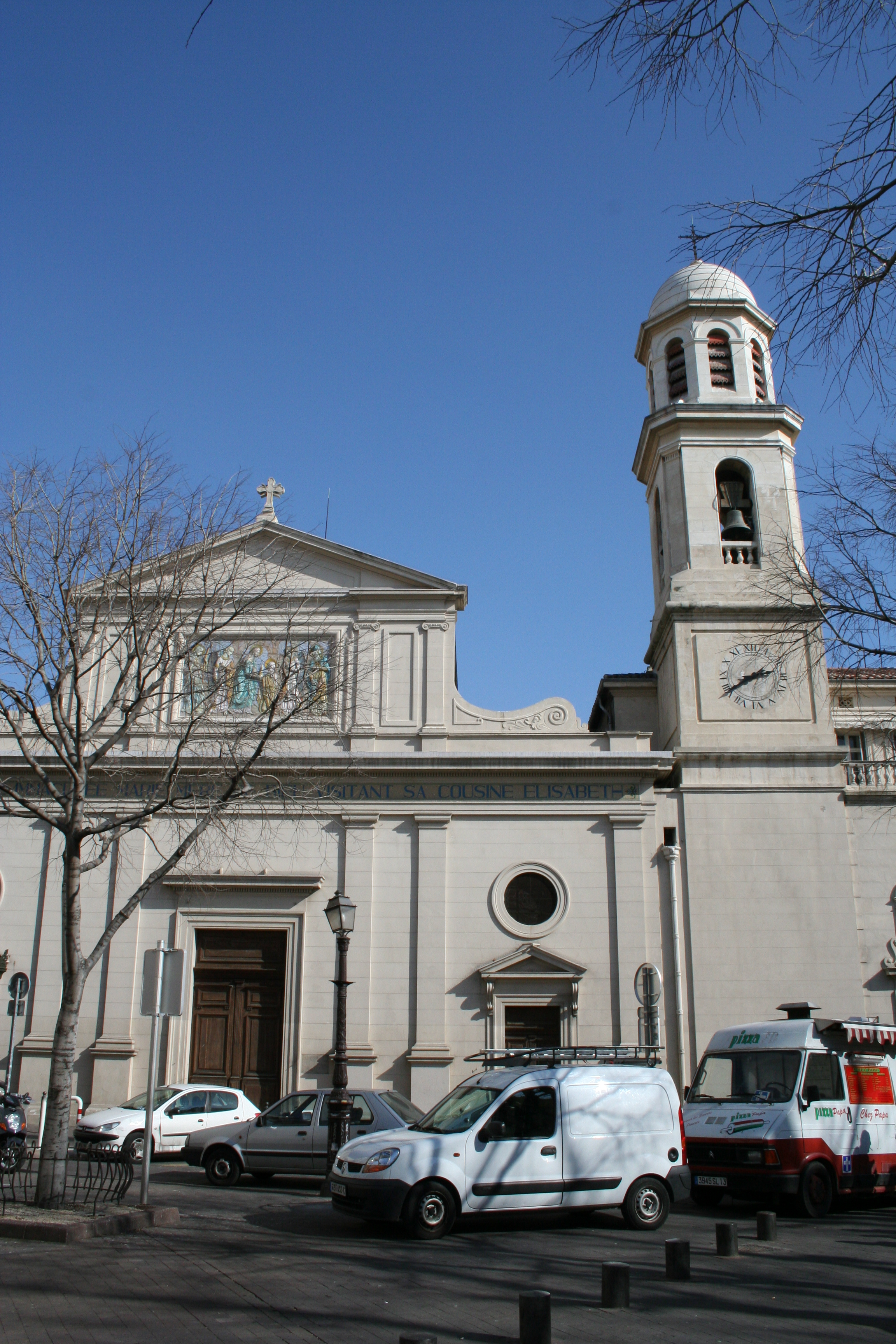
Собор Нотр-Дам-дю-Мон
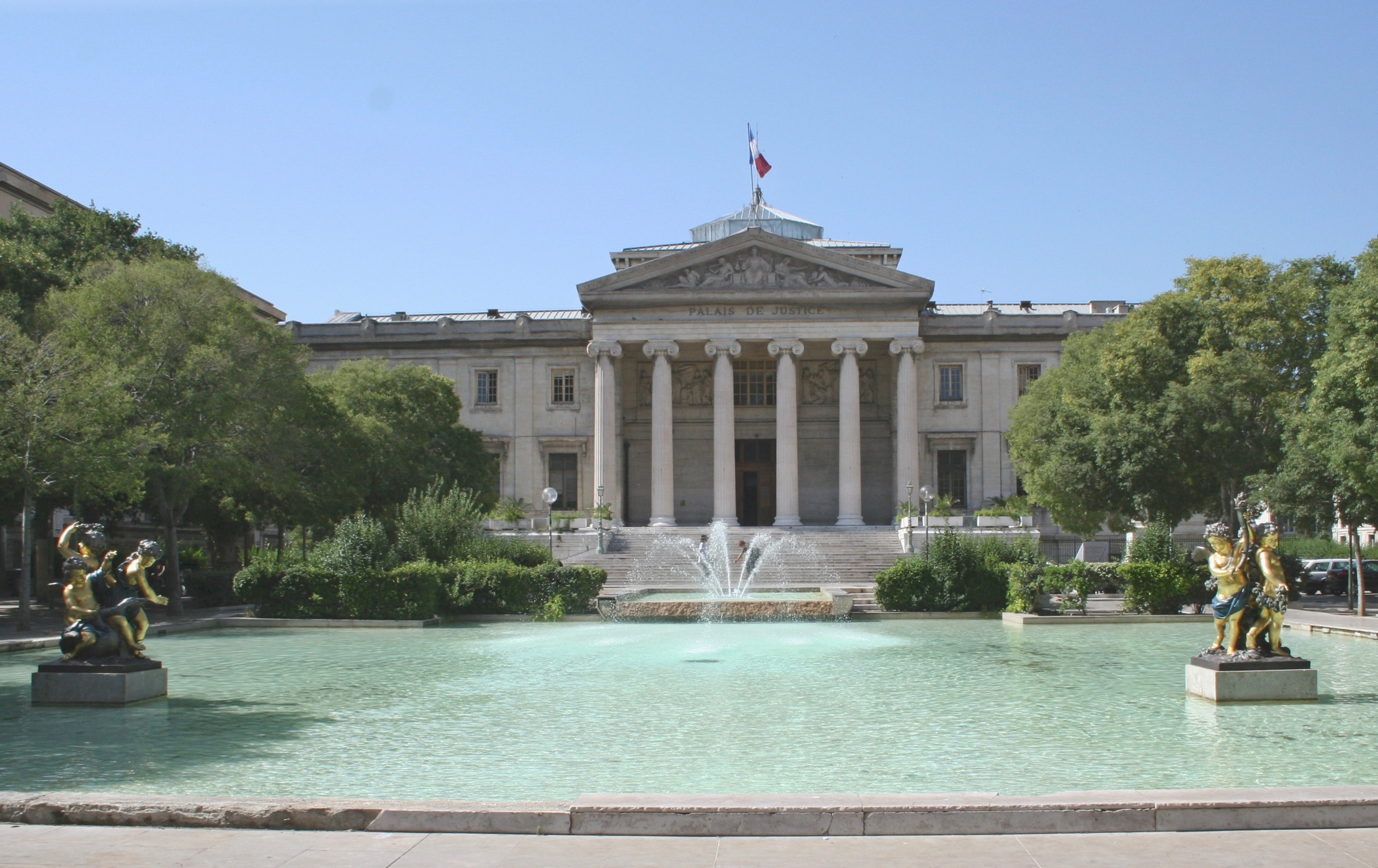
Здание суда в Марселе